# 松本彌生
松本彌生（まつもと やよい，1990年3月8日—），日本女子游泳运动员。靜岡縣出生，畢業於今沢中学校及飛龍高校，現就讀於日本体育大学。

## 生涯
2010年，松本代表日本參加廣州亞運會游泳比賽的女子50米自由泳、100米自由泳、4x100米自由泳接力及4×200米自由泳接力比賽，奪得兩銀一銅的佳績。